# Dwight Gayle
Dwight Devon Boyd Gayle (ur. 17 października 1989) – angielski piłkarz jamajskiego pochodzenia występujący na pozycji napastnika w angielskim klubie Newcastle United.

## Kariera
3 lipca 2013 roku przeszedł z Peterborough United do Crystal Palace, za kwotę 4,5 milionów funtów, stając się najdroższym transferem w historii Palace. Z drużyną beniaminka Premier League związał się 4-letnim kontraktem. 18 sierpnia zadebiutował w Premier League w przegranym 0-1 spotkaniu z Tottenhamem. 1 lipca 2016 roku dołączył do drużyny Newcastle United, podpisując 5-letni kontrakt.